# Ceres (Zuid-Afrika)
Ceres is een plaats in de Zuid-Afrikaanse provincie West-Kaap en ligt aan de Dwarsrivier en de R46 in het Warm Bokkeveld, vlak bij de Michellspas die door de Skurweberge heen toegang geeft tot het Land van Waveren waarin Tulbagh gelegen is.
Ceres telt ongeveer 10.500 inwoners en is het bestuurlijke centrum van de gemeente Witzenberg. De stad is genoemd naar de Romeinse godin van de vruchtbaarheid, dit gezien de vruchtbaarheid van de omliggende gebieden, waar groenten en fruit gekweekt worden. In de stad bevindt zich een van de grootste verpakkingsfabrieken voor fruitsappen, die o.a. het merk Ceres in Zuid-Afrika op de markt brengen.

## Subplaatsen
Het nationaal instituut voor de statistiek, Stats SA, deelt sinds de census 2011 deze hoofdplaats in in 5 zogenaamde subplaatsen (sub place), waarvan de grootste zijn:
Ceres SP • Rooikamp • White city.